# Richard Knoll
Richard Knoll är en kulle i Antarktis. Den ligger i Västantarktis. Argentina, Chile och Storbritannien gör anspråk på området. Toppen på Richard Knoll är 43 meter över havet.
Terrängen runt Richard Knoll är varierad. Trakten är obefolkad. Det finns inga samhällen i närheten.